# Creagrutus muelleri
Creagrutus muelleri är en fiskart som först beskrevs av Günther, 1859.  Creagrutus muelleri ingår i släktet Creagrutus och familjen Characidae. Inga underarter finns listade i Catalogue of Life.